# 22619 Айшеетц
22619 Айшеетц (22619 Ajscheetz) — астероїд головного поясу, відкритий 22 травня 1998 року.
Тіссеранів параметр щодо Юпітера — 3,575.